# Ibrium
Ibrium (XXIVe siècle av. J.-C.), également orthographié Ebrium, est un vizir d'Ebla qui a occupé ce poste sous les règnes du roi Irkab-Damu et de son successeur Isar-Damu.